# Aqua Claudia

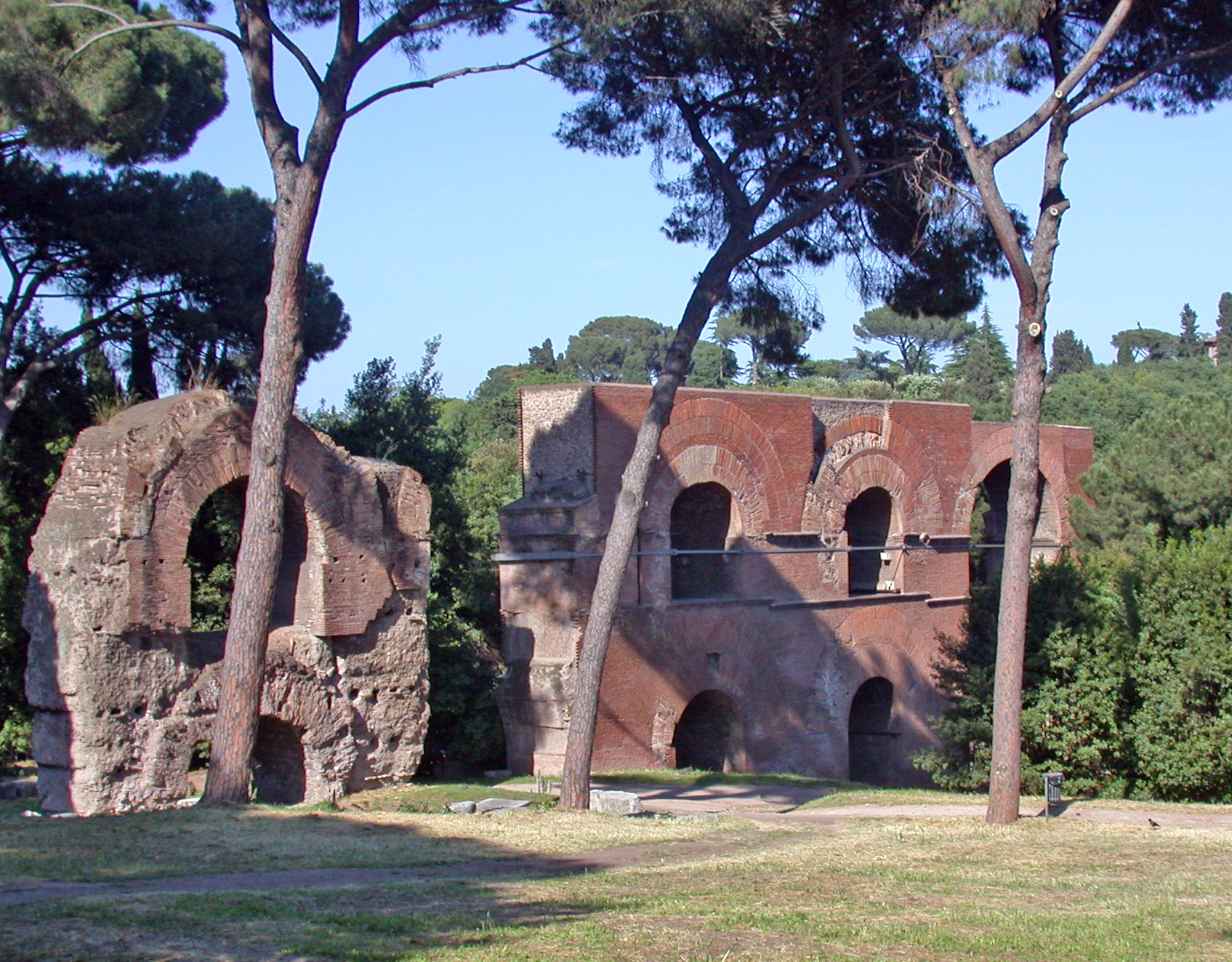
Rester av Aqua Claudia på Palatinens sluttning.

Aqua Claudia var en 69 km lång akvedukt i det antika Rom. Den påbörjades troligtvis av kejsar Caligula och fullbordades av kejsar Claudius år 52. Den reparerades av Vespasianus år 71 och av kejsar Titus tio år senare. En bit från staden fick akvedukten en våning till, där akvedukten Anio Novus låg ovanpå Aqua Claudia. Båda dessa akvedukter flöt ovanpå Porta Maggiore, en stadsport i östra Rom.